# Jan Snoek

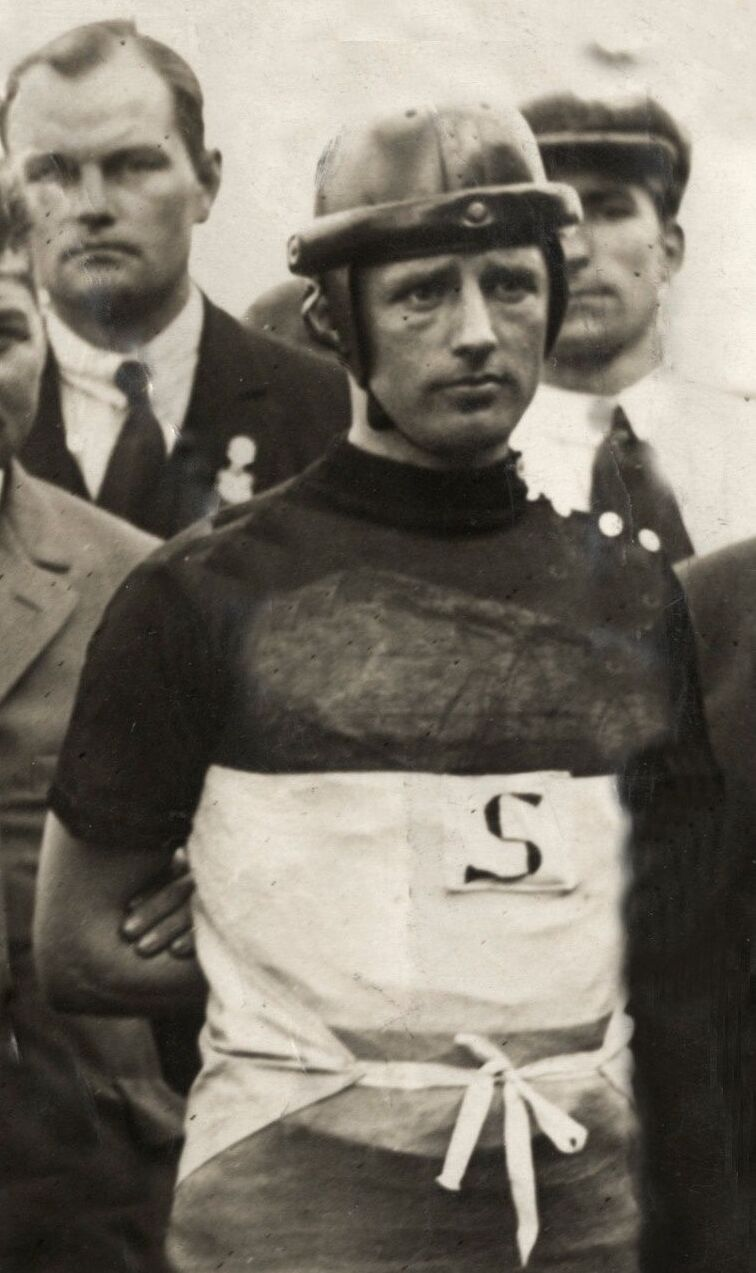
Jan Snoek (1925)

Jan Snoek (* 15. November 1896; † 11. Januar 1981) war ein niederländischer Bahnradsportler.
Zwischen 1919 und 1928 wurde Jan Snoek sechsmal niederländischer Meister im Steherrennen der Profis. Bei den UCI-Bahn-Weltmeisterschaften 1925 in Amsterdam wurde er in dieser Disziplin Vize-Weltmeister.